# Karl Ditlev Rygh
Karl Ditlev Rygh (7. juni 1839 i Værdalen – 10. marts 1915 i Trondhjem) var en norsk arkæolog, skolemand og politiker, bror til Oluf og Evald Rygh.
Han blev student 1857, adjunkt 1865 og
overlærer 1887 ved Trondhjems Katedralskole;
tog 1899 afsked. Rygh har ivrig beskæftiget sig
med Studiet af Oldtiden og kan betragtes som
den egl. Skaber af den vigtige Oldsagssamling i
Trondhjem, hvis Bestyrer han var fra 1870 til
sin Død Denne er vistnok en af de ældste i
Norge, men først af R. bragt op til virkelig
Betydenhed. En Katalog over Samlingen udgav han 1872; han har
senere aarlig publiceret dens Aarstilvækst,
saaledes at det betydelige Materiale til det
nordlige Norges ældre Kulturhistorie, som Samlingen
indeholder, foreligger let tilgængelig for
Forskningen. Desuden har R. arkæol. beskrevet de to
trønderske Amter (1879—80) med Oplysninger
om de der gjorte Oldsagsfund og der
forekommende Oldtidslevninger, samt 1880 givet en
samlet Fremstilling af Bronzealderen i det
nordenfjeldske Norge. En arkæol. Oversigt over
Trøndelagen i forhistorisk Tid har han publiceret i
det til Trondhjem Bys Jubilæum 1897 udgivne
Festskrift. Ved hyppige Undersøgelsesrejser og
Udgravninger, hvis Resultater i Reglen er
offentliggjorte i den norske Fortidsforenings
Aarsberetninger lige fra 1869, har R. gaaet i Spidsen
for sin Landsdels arkæol. Udforskning, ligesom
han i en Række mindre Meddelelser og Afh. har
behandlet forsk. arkæol. Spørgsmaal. Ogsaa som
hist. og filologisk Forf. har han været virksom
og har desuden deltaget i Udgivelsen af sin
Broder Prof. O. Rygh’s efterladte Arbejder over
norske Stednavne. I det kongelige
Videnskabernes Selskab i Trondhjem var han Præses i
adskillige Aar og har 1874 udg. »Bidrag til det
trondhjemske Videnskabsselskabs Historie i
ældre Tid«. — R. har på det konservative Partis
Side taget virksom Del i de politiske Kampagner
i Trøndelagen, baade som Taler og i Pressen,
samt repræsenterede i en årrække sin By i Stortinget.